# SBCドリームナイター
SBCドリームナイター（エスビーシードリームナイター）は、日本プロ野球（NPB）レギュラーシーズン中（基本として4- 9月）の毎週水曜日 - 金曜日に信越放送ラジオ（SBC）で放送されているNPBのナイトゲーム中継である。
正式には、タイトルの最後に、放送年の西暦を表す4桁の数字が付く（2016年度を除く）。2002年度までのタイトルは、SBCダイナミックナイター（エスビーシーダイナミックナイター）だった。

## 放送時間
2018年度～
- 水曜 - 金曜 18:25 - 21:00
  - 「NRNナイター」（キー局：ニッポン放送）を同時ネットで放送。中継カードの試合展開に応じて、放送枠を最大で22:00まで延長する。延長した場合には、後枠番組『ミュージックブルペン』の放送時間短縮や休止で対応する[1]。
  - 2017年度までは、上記と同じ時間帯で、他の曜日に「JRNナイター」（キー局：TBSラジオ）を編成。2009年度までは日曜、2012年度までは土曜、2017年度までは火曜にも放送していた。同局が土・日曜のJRNナイター中継を終了した2010年度からは、日本シリーズを除いて日曜に放送枠を編成せず、土曜の中継を文化放送ラインによる「NRNナイター」の同時ネットへ切り替えた。しかし、2011年度を最後に日本シリーズを中継せず、土曜の放送枠も2012年度限りで廃止した。
  - 2017年度限りでTBSラジオがプロ野球中継から完全に撤退したことに伴って、2018年度から火曜の放送枠も廃止。廃枠後は、2023年度まで月曜と火曜に『アフター6ジャンクション』（同局制作の生ワイド番組）の同時ネットを実施していたが、自主編成への切り替えにより年々ネット時間が短縮されていた（詳細は同番組のページを参照）。2024年度は『荻上チキ・Session』をネットしていたが、TBSラジオの2025年4月改編で放送時間繰り上げとなり、同年3月31日でネット打ち切り。翌4月1日から『アフター6ジャンクション2』（『アフター6ジャンクション』の後継番組）を同時ネットしている。

### 過去の放送時間
2001～2004年度
- 月曜 - 金曜 18:25 - 21:00 土曜・日曜 18:20 - 21:00
  - 最大延長　月曜は22:00まで、火曜 - 日曜は22:30まで。

2005・2006年度
- 火曜 - 金曜 18:25 - 21:00 土曜・日曜 18:20 - 21:00

2007年度
- 火曜 - 土曜 18:25 - 21:00 日曜 19:00 - 21:00

2008年度
- 火曜 - 土曜 18:30 - 21:00 日曜 19:00 - 21:00

2009年度
- 火曜 - 金曜 18:30 - 21:00 土曜 18:15 - 21:00 日曜 18:10 - 21:00

2010・2011年度
- 火曜 - 金曜 18:30 - 21:00 土曜 18:15 - 21:00

2012年度
- 火曜 - 金曜 18:25 - 21:00 土曜 18:15 - 21:00

2013年度～2017年度
- 火曜 - 金曜 18:25 - 21:00

### 制作担当局（2017年度）
| 地域（球団）／曜日         | 火     | 水  | 木  | 金  |
| 基本系列                   | JRN    | NRN | NRN | NRN |
| 北海道（日）               | HBC    | STV | STV | STV |
| 宮城（楽）                 | TBC    | TBC | TBC | TBC |
| 関東（巨・ヤ・横・西・ロ） | TBS/RF | LF  | LF  | LF  |
| 東海（中）                 | CBC    | SF  | SF  | SF  |
| 近畿（神・オ）             | ABC    | MBS | MBS | ABC |
| 広島（広）                 | RCC    | RCC | RCC | RCC |
| 福岡（ソ）                 | RKB    | KBC | KBC | KBC |
| -------------------------- | ------ | --- | --- | --- |

1. ↑  JRN（TBSラジオ）ネットの時はヤクルト主催ゲームの中継はできない（日本シリーズおよび本拠地球場開催のオールスターゲームを除く）。

## 特徴
- オープニングのテーマ音楽は行進曲「旧友」をアレンジしたバージョン。
- かつての日曜日に関しては全局共通のスポンサーに加え、各放送局別（長野・松本・諏訪・飯田・上田）にスポンサーがついており、前後の提供コメントも各放送局別に差し替えていた。
- 同番組放送中は時報が鳴らない。
- 20:30ごろ、ニュースが挿入されていたが、現在は中継終了後の21:55に移動している。（最大延長まで達した場合は休止。）
- 毎年7月～9月のみ坂ちゃんのずくだせえぶりでいの1コーナー「ずくだせブルペン」で当日のナイター中継カードを伝えている。
- オールスターゲームは開催曜日に合わせたネットワークで放送する（2010年は土曜はNRN）。日本シリーズは中断、再開を繰り返した結果、2011年の中継は行わないことになった。なお、その日本シリーズ中継は、原則として開催曜日に合わせたネットワークで放送していたが（2010年は土曜はNRN、日曜はJRN）、関東発（NRNライン受け持ち日のみ）・近畿発の中継担当局がレギュラーシーズンのパターンとは異なっていた。
- 長野オリンピックスタジアムや松本市野球場での開催ゲームは、基本的には全国中継の対象になった場合のみ中継しているが、2010年代からは全国中継の予定がない場合でも、関与するチームの地元局等からのネット受け等で賄える場合には中継する場合がある。
  - 2012年は8月12日の「DeNA×中日」と8月14日の「DeNA×阪神」を中継。8月12日の「DeNA×中日」は日曜開催であるが特例で19:00から中継した。ここで、日曜ナイターのレギュラー放送終了時点ではJRN受けであり、現在もJRNのワイド番組を一部ネットしていることからJRNラインを採用するが、本来の制作担当局であるTBSラジオはCBCに中継制作を委託（解説者はCBC・TBS R&C兼任の牛島和彦が担当）していたため、CBCの中継をネットした（ちなみに前日の甲府での同カードは通常通り土曜NRNナイターとしてQRから受けていた）。一方、8月14日の「DeNA×阪神」も、JRN本番カードがナゴヤドームの「中日×巨人」であったことから、TBSラジオは自社で直接放送体制を取らずにABCの乗り込み制作分に技術協力の上JRN予備中継扱いとしたため、SBCはABCの中継をネットした。このときの解説は福本豊、実況はABCの楠淳生アナで放送された。
  - 一方、2014年は9月2日（火曜日）の「巨人×広島」は巨人戦ではあるものの、当該カードは放送権料や出張費の節減の観点から、JRNとしては全国放送の対象から外れ、予備順位も最後尾となっていた（同日のJRN本番カードはABC制作の「阪神×DeNA」。ビジターの地元のRCCのみTBSラジオからの裏送りで放送）。当初はSBCの番組表でも放送予定と記載されていたが、費用の問題や、RCCが聴取率調査週間を組んでいたなどの諸事情からか断念され、結局は「阪神×DeNA」のネット受けとなった。一方のNRNではニッポン放送（LF）の制作による全国ネット本番カードとされているが、こちらへの切り替えもされなかった（火曜日の場合、1局地域のクロスネット局はJRNナイターを優先している上、NRN単独加盟局はMBS・SF・KBC・STVが地元球団優先で、IBS・CRT・KBS・ROKが野球中継を編成しないため、結果的はLFの単独放送となった）。ちなみに当該カードはSBCではなく、日本テレビ系列テレビ局のテレビ信州が共催となっている（巨人主催ゲームは読売新聞社・報知新聞社・日本テレビの主催で開催されるため、現地の日本テレビ系列局が共催または後援することが多い〔地元新聞社や、読売新聞と資本関係のある系列外局が後援で参加することがある〕）。
  - 2015年6月23日（火曜日）の「広島×阪神」は、当初からJRN本番カード（RCC制作）となっていたが、SBCはRCC制作の音源をベースに、「坂ちゃんきっしーのドリームスタジアム」と題した自社独自のスタンドリポート（広島サイドは岸田奈緒美、阪神サイドは坂橋克明が担当）を交えて放送した。しかし、途中で降雨による中断を挟み、さらに延長戦に縺れるなど試合が長時間に渡ったうえ、SBCは延長枠の拡大を行わなかったため、ゲームセットまで伝えることはできなかった。